# Coleophora microtitae
Coleophora microtitae é uma espécie de mariposa do gênero Coleophora pertencente à família Coleophoridae.